# 主播愛你唷
《主播愛你唷》是一部虛擬現實影片，由蔡宗翰導演，高雄市電影館出品，一本初衷電影有限公司、回甘映像有限公司製作。其於高雄電影節首映，並入選2019年日舞影展新先鋒單元。。
蔡宗翰希望以直播主做為題材透過VR虛擬實境，探討「網路直播」與「素人網紅」模糊虛擬網路與現實生活的另類寓言，和對網路世代流行文化的反思，講述人的寂寞及渴望被關注。
蔡宗翰說，後來發覺看完這部片好像會讓人心情不大好，原本沒有這個意圖，但最終似乎變成一個讓人感覺不太舒服，甚至有點尖銳的內容，「你就寫：跟拉斯馮提爾一樣，看完覺得這什麼鬼東西？不應該存在世界上的鬼東西。」